# Miquel Massutí Alzamora
Miquel Massutí Alzamora. (Felanitx, Mallorca, 1902 — Palma, Mallorca, 1950) va ser un biòleg, pedagog i lul·lista mallorquí.

## Biografia
Estudià el batxillerat a l'Institut General i Tècnic de Palma, on es titula (1918). Es llicencia en ciències naturals a la Universitat de Barcelona (1924). Tot seguit s'incorpora com a investigador al Laboratori Oceanogràfic de Palma. Va ser president de l'Associació per la Cultura de Mallorca (1932-1934). Militant del Partit Republicà Federal, signà el document Resposta al missatge dels catalans. Quan es produí l'aixecament miliar del 36, era professor interí de ciències naturals de l'Institut de Palma. Aviat va ser detingut i enviat a la presó improvisada al magatzem de fusta de Can Mir. A més, la Comissió depuradora de docents el sancionà amb la no renovació del seu contracte de docència a l'Institut com a sanció per haver signat la resposta al missatge dels catalans. Alliberat, el 1940 va ser nomenat director del Laboratori Oceanogràfic de Palma (1940-1950). El 1942 es doctorà a la Universitat Complutensei el 1944 esdevingué professor ajudant de l'Institut de Biologia Aplicada del Consejo Superior de Investigaciones Científicas. El 17 de febrer del 1925 donà a la seu de l'Associació per la Cultura de Mallorca una conferència sobre l'origen marí de la vida, que causà polèmica amb la jerarquia eclesiàstica. Participa en la fundació de la Societat d'Història Natural de les Balears. Morí a Palma als 47 anys.

## Obra
Pel que fa a la seva obra com a lul·lista, estudià l'aspecte científic de l'obra de Llull. El 1943 va ser nomenat magister de la Maioricensis Schola Lullistica. El 1943 publicà "Ramon Llull y la alquimia". El 1951 foren editades les "Obras lulianas", recull de les seves recerques sobre Ramon Llull. Col·laborà amb nombroses publicacions, entre altres amb La Nostra Terra. Publicà "Oceanografia, plancton y pesca en la bahía de Palma" (1934), "Contribución al estudio de los copépodos del mar de Baleares" (1940). Publicà "Introducción al estudio del plancton marino" (1950) en col·laboració amb Ramon Margalef.